# Riviervisserij in Nederland

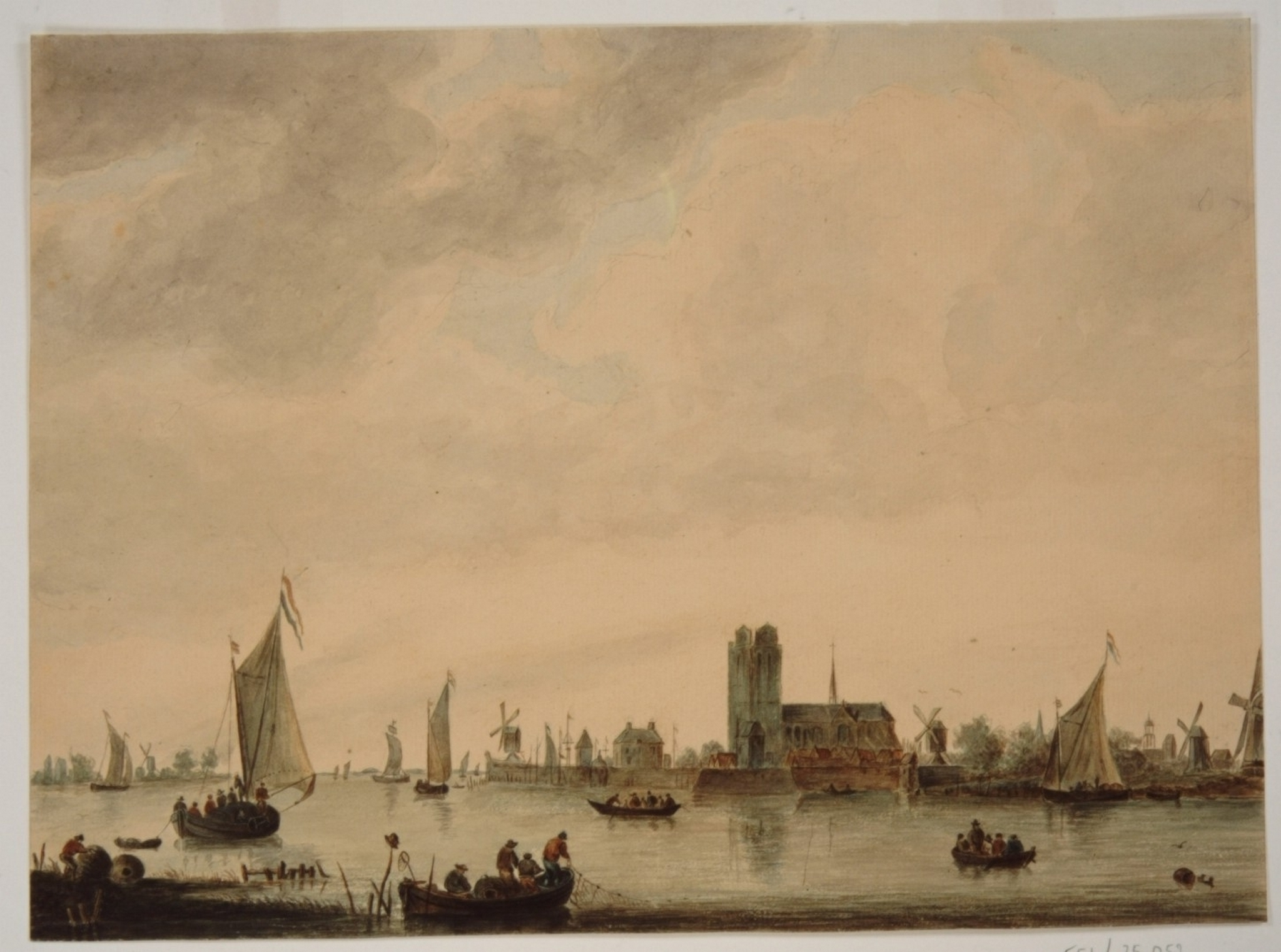
Gezicht op Dordrecht vanuit het zuidwesten

De riviervisserij in Nederland valt formeel onder de binnenvisserij, maar verschilt op onderdelen van de binnenvisserij op de andere binnenwateren. Onder rivieren verstaat de visserijwet van 1931 de volgende wateren voor zover daarin visserij wordt uitgeoefend: de Rijn, de Maas en alle andere rivieren die met de Rijn en de Maas in open gemeenschap staan en water daarvan afvoeren, de Hollandse IJssel, de Overijsselse Vecht, het Zwarte Water, het Zwolse Diep, het Zwarte Meer (waarvan aansluitend westelijk het Ramsdiep en oostelijk het Zwanendiep), de Donge, het Oude Maasje, de Afgedamde Maas en het Heusdensch Kanaal
Omstreeks 1850 werd er nog overal in de Nederlandse grote rivieren gevist. Honderd jaar later was door de watervervuiling de riviervis niet meer geschikt voor consumptie. In 2020 is de riviervisserij bijgeschreven in de Inventaris Immaterieel Cultureel Erfgoed Nederland en zijn er nog maar een paar riviervissers.

## Vissoorten
De voor de visserij belangrijkste trekvissen waren zalm, houting, elft en fint. Daarnaast werd er op paling gevist en in de benedenloop van de grote rivieren ook op bot. Meer oostelijk op de Nederlandse grote rivieren ging het ook wel om witvis. Sinds 1900 werd er niet meer op steur gevist, maar soms werd tijdens de zalmvisserij nog wel eens een steur gevangen.

## Zalmvisserij
De zalm was veruit het belangrijkst voor de vissers. De reglementering van de binnenvisserij was in 1852 aan de provincies overgelaten, maar dat werkte niet voor de zalmvisserij. In 1857 trok de centrale overheid de reglementering van de zalmvisserij naar zich toe. Bovendien waren er internationale problemen. De rivieren in Nederland werden zo intensief bevist dat er vrij weinig trekvissen verder stroomopwaarts werden waargenomen. Vissers in de Duitse Rijnoeverstaten en in Zwitserland vingen daardoor veel minder. In 1885 werd het zogenoemde zalmtraktaat gesloten tussen Nederland, Zwitserland en de Duitse Rijnoeverstaten. Nederland beloofde daarin o.a. dat de rivier slechts voor de helft zou worden bevist en dat het vissen met de zegen in bepaalde maanden werd verboden. Deze overeenkomst bleef tot 1950 van kracht.
De hoeveelheid zalm in de rivieren nam sterk af, zowel door kanalisatie als door overbevissing. De in 1906 ingestelde Staatscommissie voor het zalmvraagstuk bracht de zalmvisserij in kaart om de vraag te kunnen beantwoorden of de hoeveelheid zalm zou toenemen als er jonge zalmpjes werden uitgezet in de Nederlandse rivieren. Ruim 1600 mensen hadden op dat moment een middel van bestaan in de zalmvisserij. In het eindrapport in 1916 was de belangrijkste conclusie van de Staatscommissie dat het in ruime mate uitzetten van gekweekte jonge zalmpjes in de Nederlandse beken en rivieren de schade zou beperken die was ontstaan als gevolg van de kanalisatie van de rivieren.

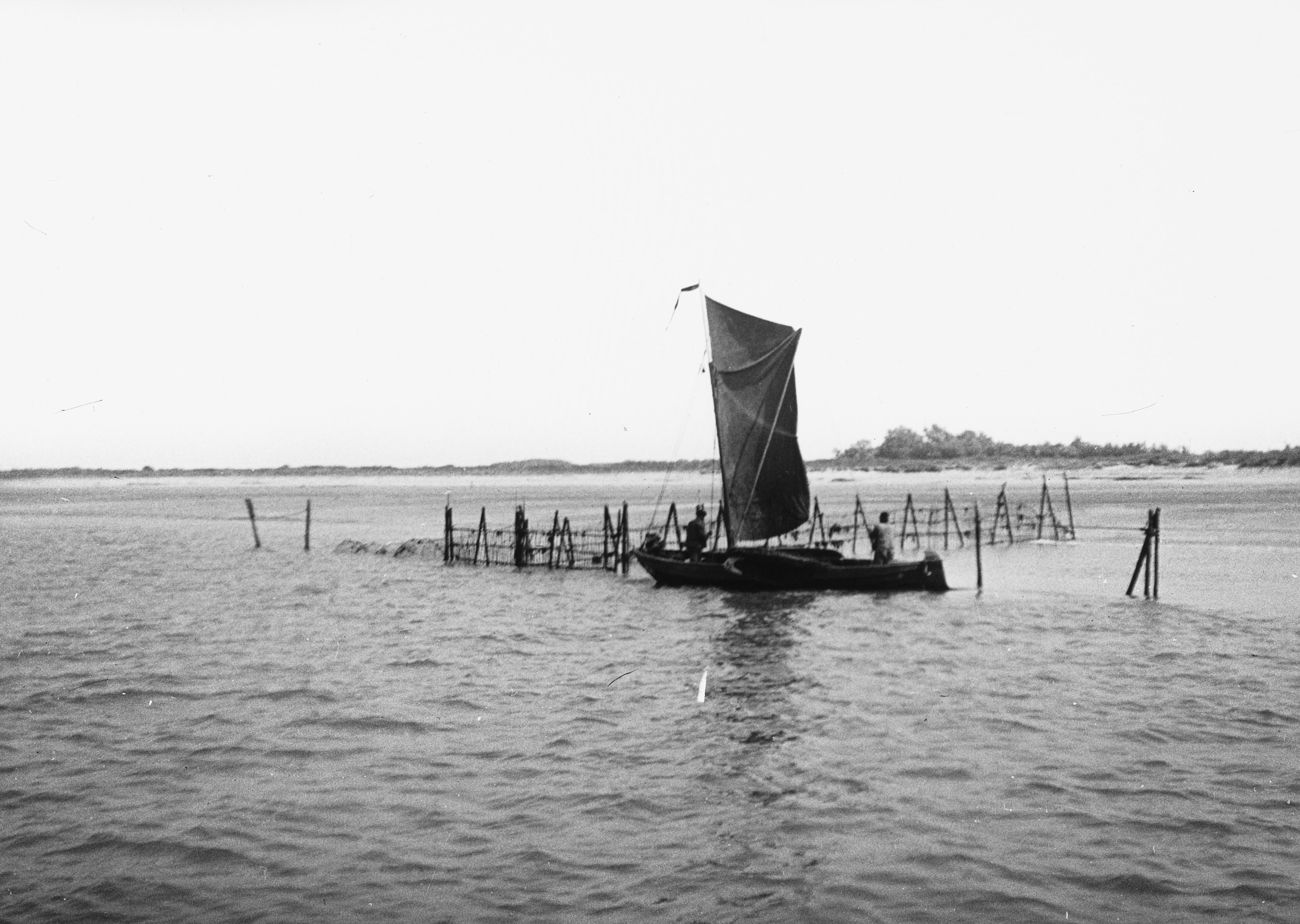
Zeil is gehesen bij de zalmsteek

De Nederlandse Heidemaatschappij speelde een grote rol bij het opzetten van viskwekerijen. Het uitzetten van vis had wel enig effect, maar de watervervuiling maakte de riviervis oneetbaar, dus ook de zalm. Na 1950 werden er nog wel eens een paar zalmen gevangen maar omstreeks 1960 werd de Noordzeezalm als uitgestorven beschouwd.

## Vistuigen
Een riviervisser viste vooral met zegen en drijfnet op trekvis en met fuik en ankerkuil op aal. Daarnaast werd er ook nog met de steek gevist. De riviervisserij met kleinere vistuigen zoals dobbers en repen op aal en de visserij op witvis lijkt veel op de visserij van de andere binnenvissers.

### Zalmsteek
De zalmsteek bestaat uit een schutting van palen met daartussen rijswerk of netwerk die dwars op de stroomrichting staat en met dwars op die schutting kleine schuttingen waartegen vroegen grote korven en later fuiken van netwerk werden gezet. Deze stonden aan beide zijden van de schutting, zodat zowel bij eb als bij vloed zalmen werden gevangen. De steek mocht geen belemmering vormen voor de scheepvaart. Tussen oever en steek moest een zeilgat van ongeveer 25 meter worden opgehouden en de schutting mocht niet verder reiken dan halverwege de rivier. Bij de schutting hoopte zich veel slib op en daarom werd deze vorm van vissen door de overheid sterk teruggedrongen in de 19e eeuw. Deze vorm van visserij kwam veel voor in de Biesbosch, en op de Nieuwe Maas en het Haringvliet.

### Zegenvisserij
Het vissen met de zalmzegen gebeurde in een vast riviervak van een paar honderd meter lang, de zogenoemde zegendreef. Het uitzetten en weer inhalen van de zegen werd voortdurend herhaald. Het uitzetten gebeurde met een roeiboot, het inhalen met mankracht of paardenkracht. Vanaf 1850 werd er onderscheid gemaakt tussen kleine en grote zalmzegenvisserijen. Met de kleine viste men vooral boven het eb- en vloedgebied. 
De zegen werd vanaf de oever of een zandplaat in de rivier uitgezet (kantzegen) of vanaf een vlot midden in de rivier. Een vlot had soms een gedeelte dat kon worden neergelaten bij het binnenhalen van de zegen, een zogenoemd klepvlot. In de tweede helft van de 19e eeuw deed stoomkracht zijn intrede. Voor het binnenhalen van een grote zegen gebruikte men een vaste of verplaatsbare spil of windas. Op een vlot gebruikte men een installatie die galg werd genoemd. 

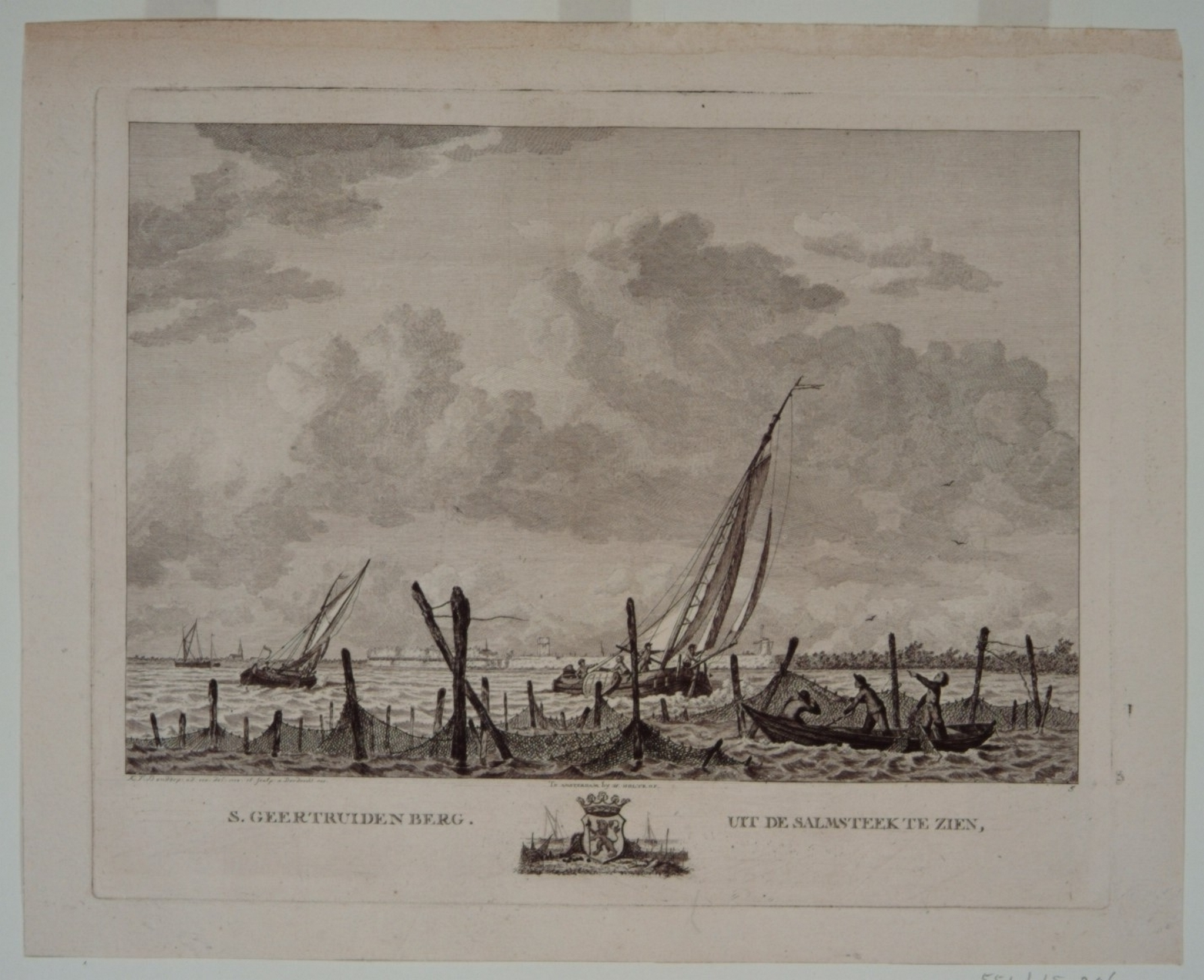
Gezicht vanuit een zalmsteek in de rivier bij Geertruidenberg
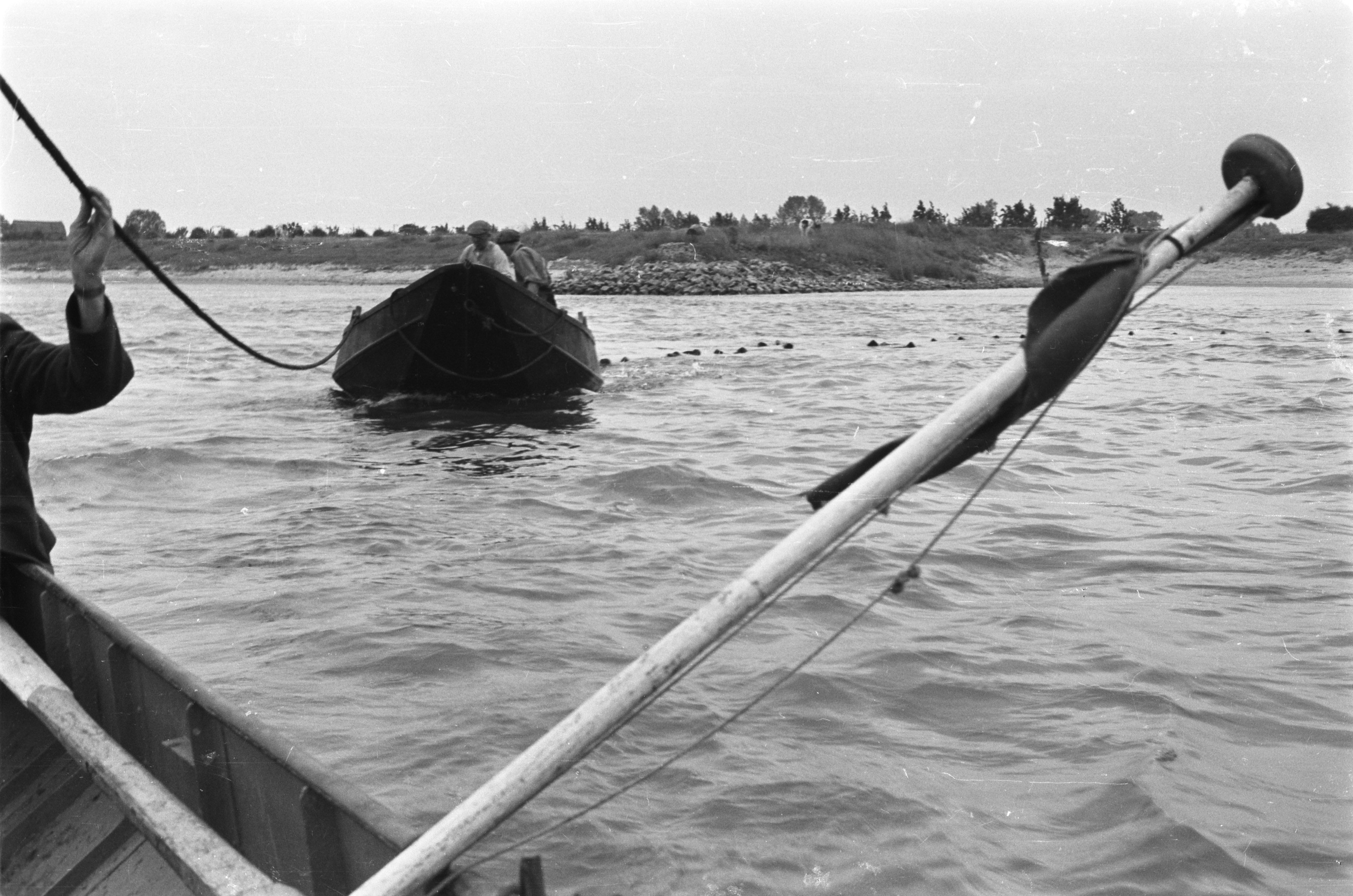
Uitzetten kantzegen met een boot
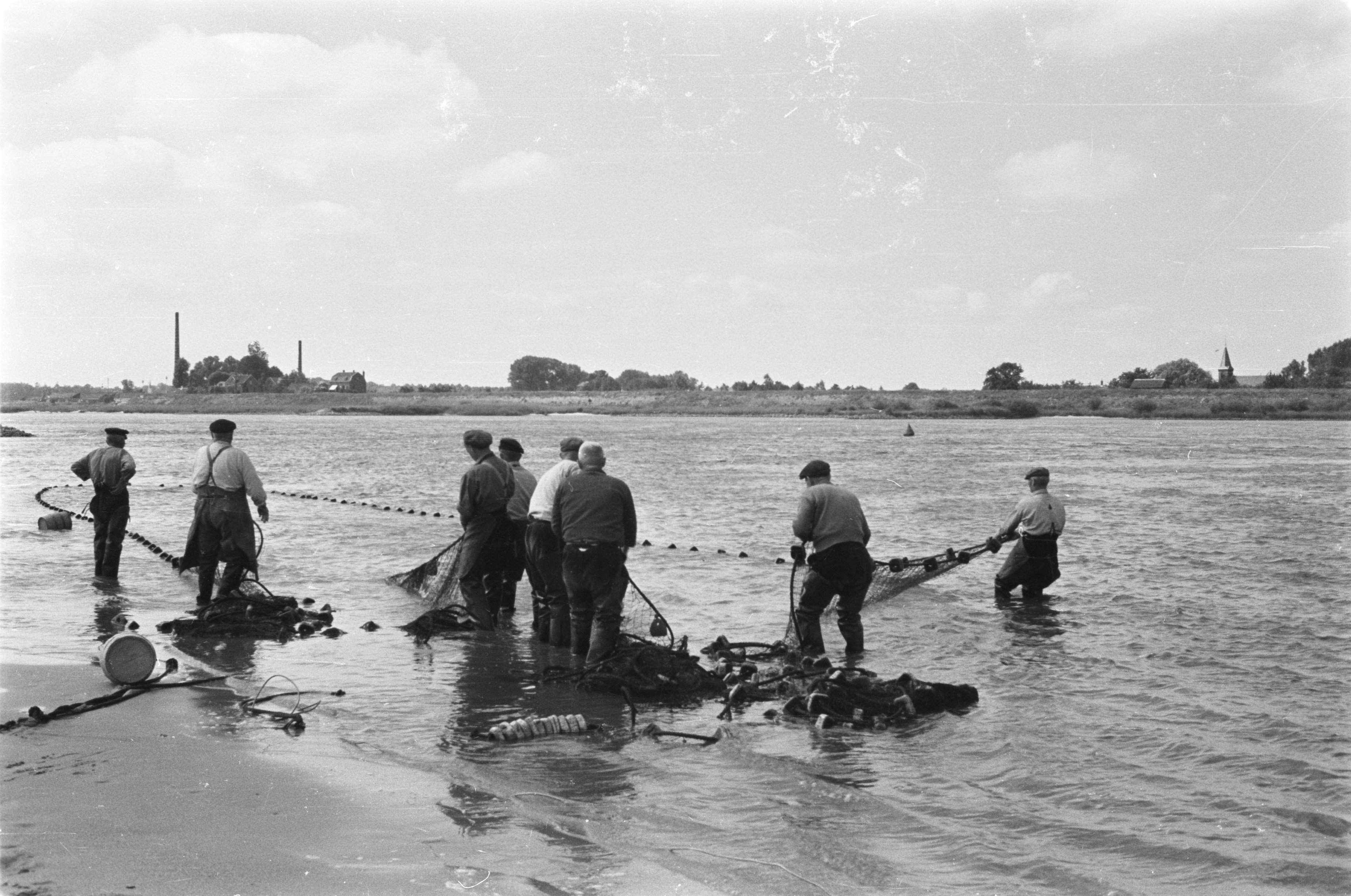
Aanhalen kantzegen met de hand
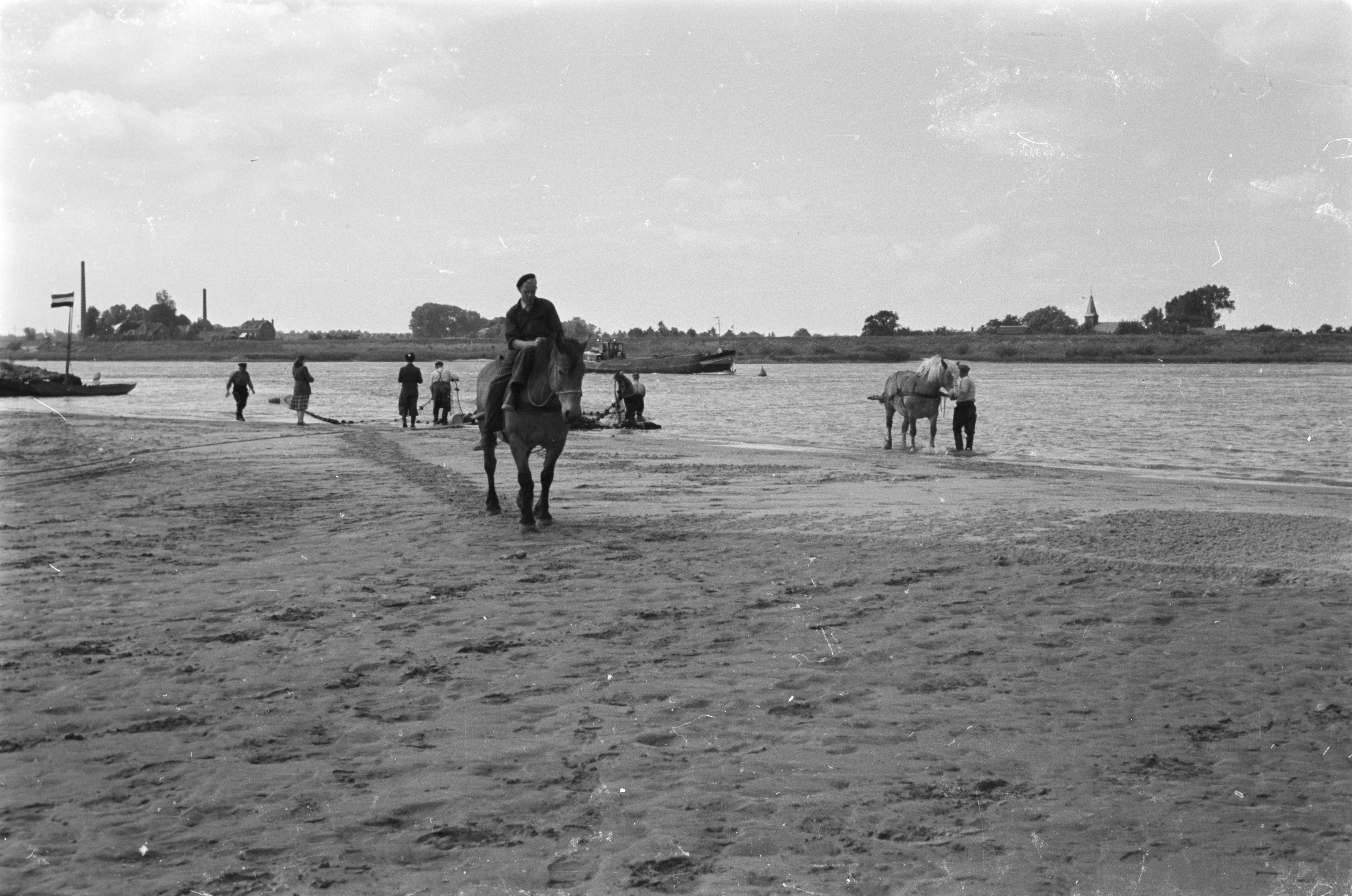
Aanhalen kantzegen met paardenkracht
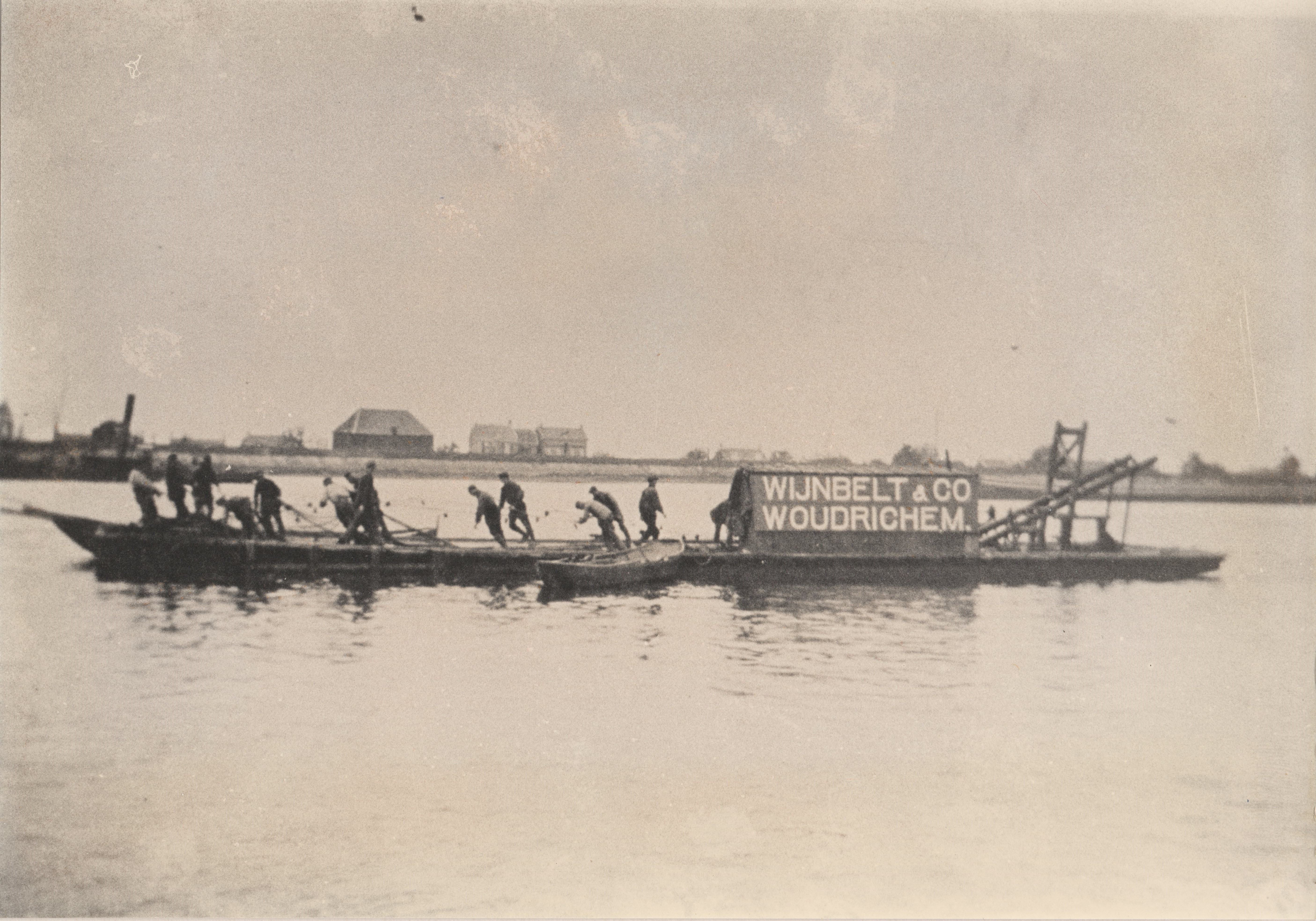
Wijnbelt Galg
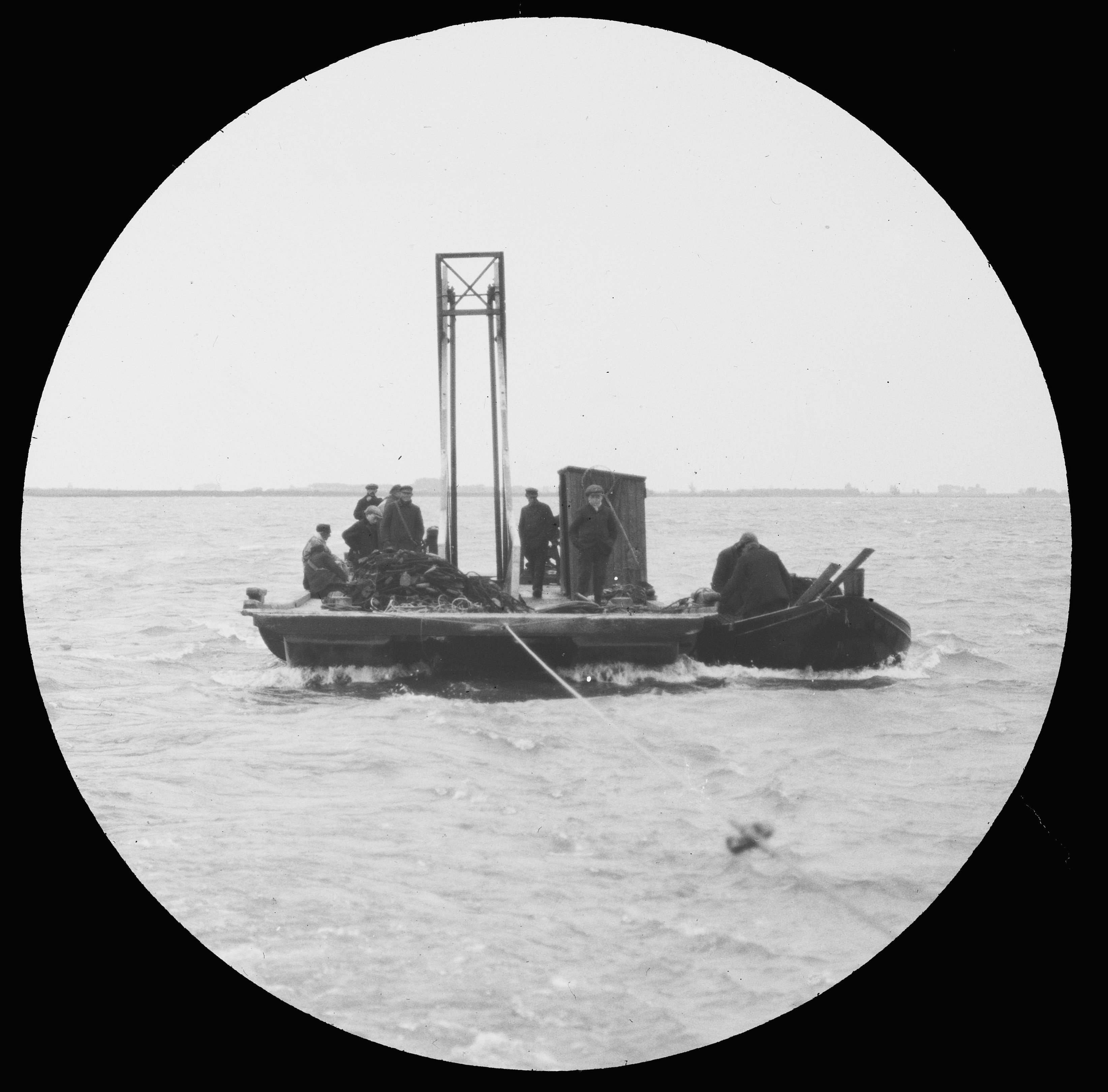
Aanhalen zegen met behulp van de galg
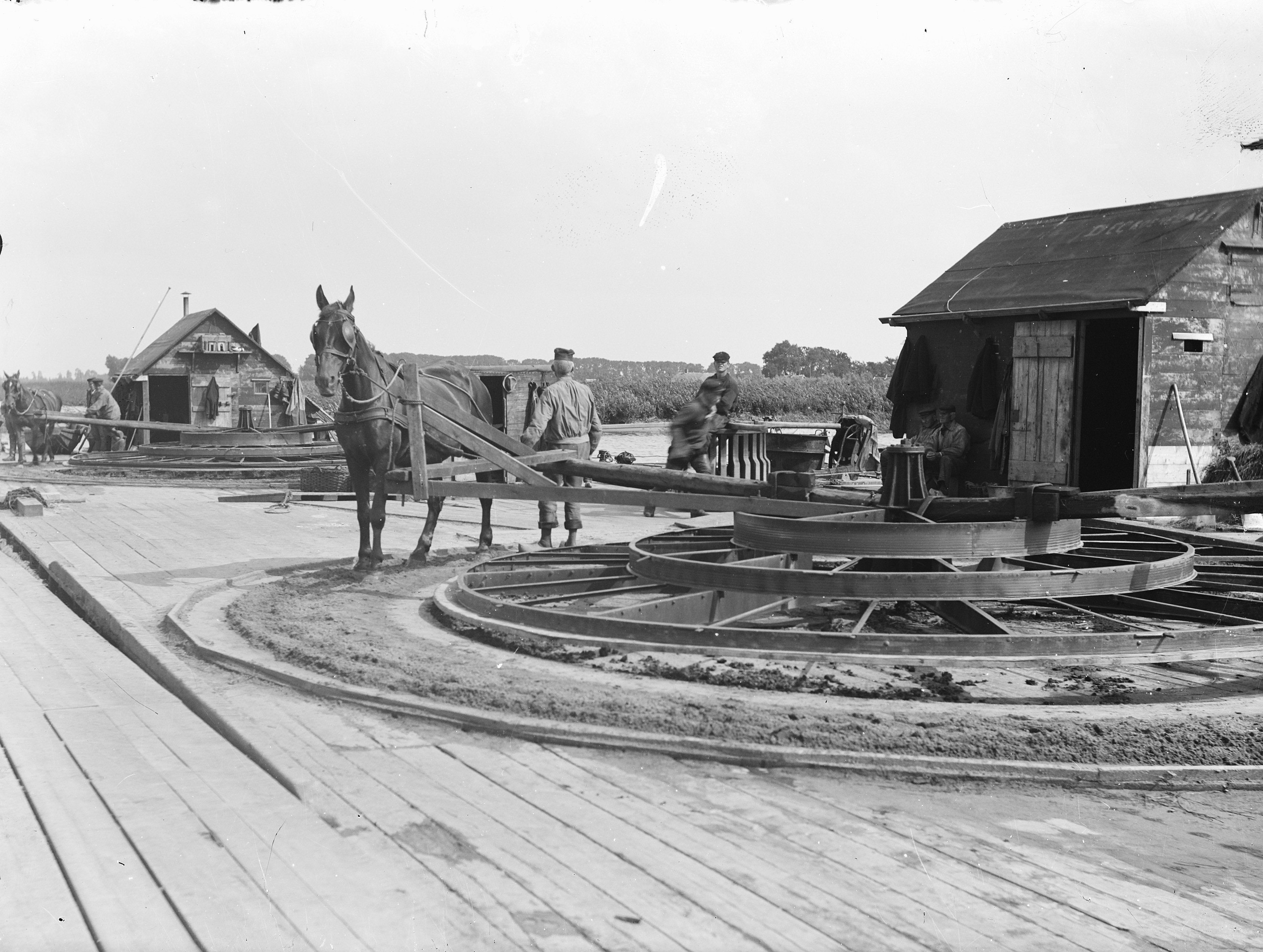
Aanhalen zegenlijnen via vaste spil, met paardenkracht

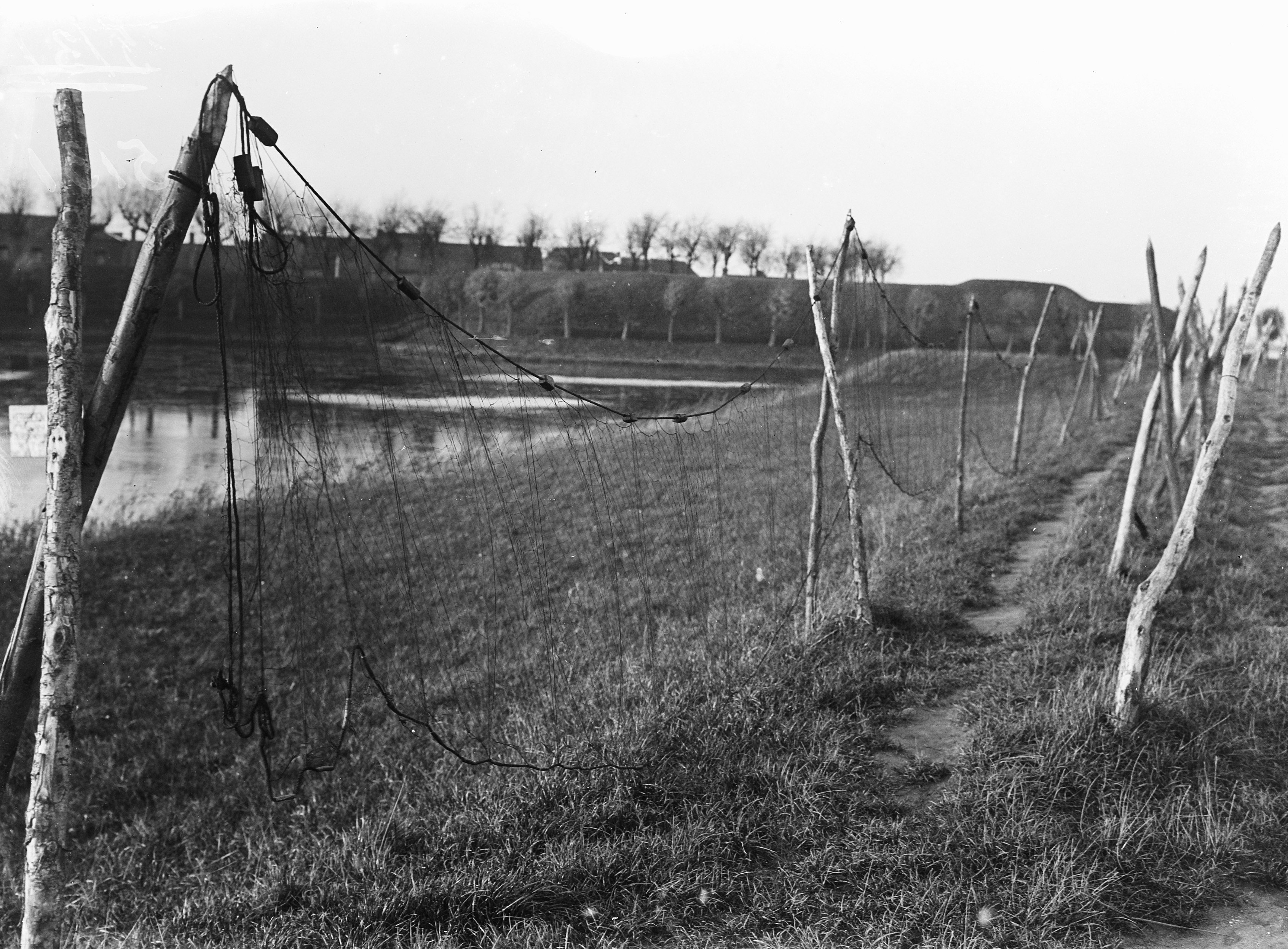
Drijfnet staat te drogen

### Drijfnet
Met het drijfnet werd op zalm, elft, fint en houting gevist. Voor die verschillende vissoorten werden bij de grootte van de vis passende maaswijdtes gebruikt. Het drijfnet kreeg dan de naam van die vissoort: zalmnet, fintnet etc. Verder werd een drijfnet wel op het seizoen afgestemd en heette dan winternet en zomer- of Jacobsnet.
De bovenkant van het drijfnet, de bovenreep met houten of kurken drijvers, was aan twee kanten verlengd met een lijn. De ene lijn hield de  visser in zijn hand tijdens het drijven, de andere lijn zat aan de drijfton vast. Op de ton werd wel een lantaarn geplaatst. De onderkant van het drijfnet, de loodreep, zweeft net boven de bodem van de rivier. Een zalm zwemt vrij dicht bij de bodem en zwemt naar boven zodra hij het net voelt en komt dan in de mazen van het drijfnet terecht.
Het vissen met een drijfnet gebeurde meestal ’s nachts. Het viswater was in dreven verdeeld en per dreef visten ongeveer zes schuiten. De volgorde van de schuiten werd door loting vastgesteld. Vaak was er bij de dreef een houten gebouwtje, waar de vissers op hun beurt konden wachten. Was een visser met zijn schuit bijna aan het eind van de dreef, dan blies hij op een misthoorn als teken dat de volgende kon beginnen.

### Ankerkuil
De ankerkuilvisserij is een eeuwenoude techniek die vooral in het getijdengebied van grote rivieren werd gebruikt, ‘van de Schelde tot de Elbe’. De ankerkuil is een groot zakvormig net tot wel 30 meter lang dat met kabels aan een anker op zijn plaats wordt gehouden. Aan dat anker ligt ook de boot, de zogenoemde schokker. Oorspronkelijk werd de kuil door een rechthoekig houten raamwerk opengehouden en werd hij neergelaten en opgehesen met behulp van kabels aan de mast. Later werden de verticalen houten van het raamwerk weggelaten en had de kuil alleen een onderhout en een bovenhout. Met de mastkabels aan het bovenhout werd de kuil opengehouden. Voor het ophijsen bracht de visser eerst het onderhout tegen het bovenhout aan, zodat de kuil met vis gesloten aan dek kwam.
 
Er werd tussen mei en oktober voornamelijk op paling en spiering gevist en van april tot half juni op aasvis voor de aalkubben en aalkorven. Na 1850 werd voor de ankerkuilers de naar zee trekkende schieraal de belangrijkste vissoort. De staalboom, een kuilnet aan twee in de bodem van de rivier vastgezette palen, maakte rond 1900 plaats voor de ankerkuil. De vaste plaats van de staalboom leverde gevaar op voor de toenemende scheepvaart. De riviervisser kon de plek van zijn ankerkuil variëren en de verplaatsingen van de vissen volgen.
De ankerkuilvisserij ontwikkelde zich in de tweede helft van de negentiende eeuw tot een zelfstandige bedrijfsvorm, met name in de Hollands Diep, het Haringvliet en het Goereese Gat. Het vissen met de ankerkuil werd al in 1868 in een adres aan Provinciale Staten van Noord-Brabant ‘moordvisserij’ genoemd, omdat er veel kleine waardevolle visjes als zalm, elft en fint in de staart van de kuil werden doodgedrukt. Door in de staart van de kuil een aantal hoepels aan te brengen verminderde het aantal dode visjes wel, maar het was geen afdoende oplossing.
Aan het begin van de twintigste eeuw trokken steeds meer ankerkuilvissers stroomopwaarts de drijfpaling tegemoet. Al voor de Eerste Wereldoorlog ging het om een vloot van ruim 150 schepen, de zogenoemde schokkers. In de jaren 1930 visten Nederlandse schokkers tot aan Straatsburg. Duitse Rijnvissers namen de ankerkuiltechniek over. In 1950 visten op het Duitse deel van de Rijn nog 140 lokale vissers, in het Nederlandse deel nog 75. Omstreeks 1960 kende Nederland nog dertien ankerkuilbedrijven. Door de aanleg van de Haringvlietdam kwam er in het rivierengebied in 1970 een einde aan de ankerkuilvisserij. 

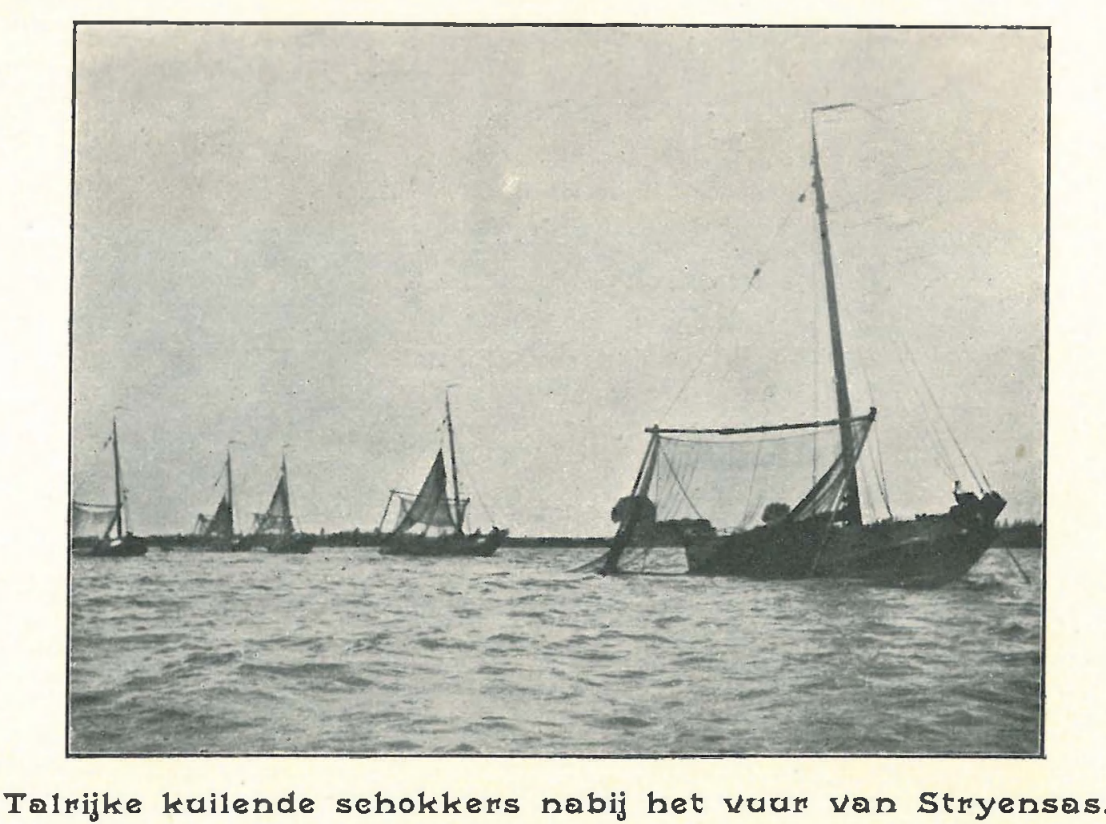
diverse schepen met opgehesen ankerkuil
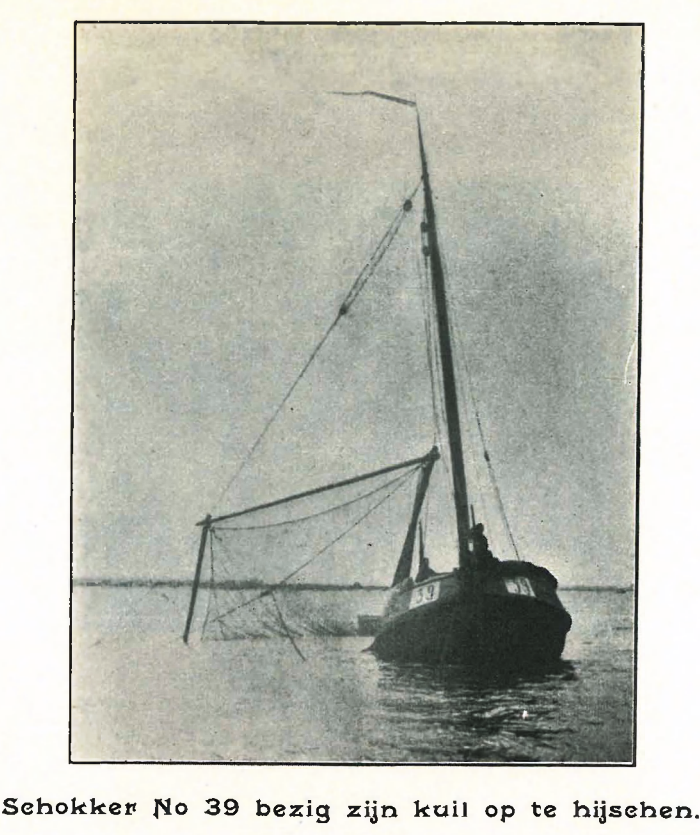
schokker nr. 39 hijst zijn ankerkuil
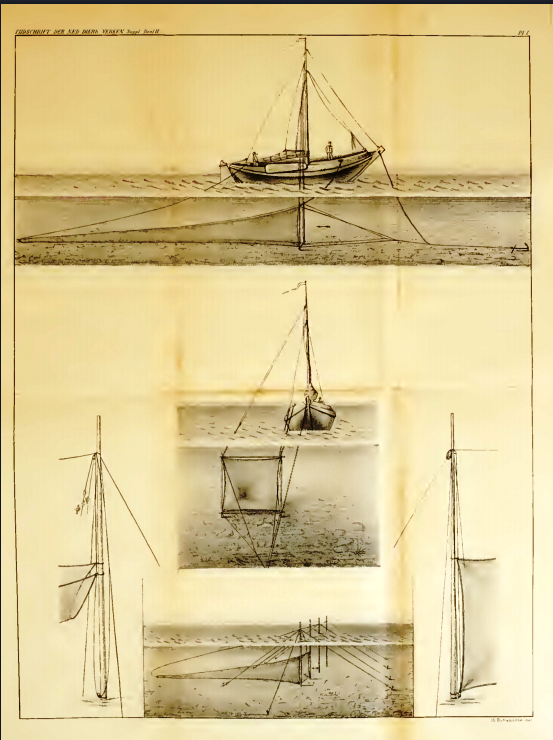
vistechniek met ankerkuil en de staalboom
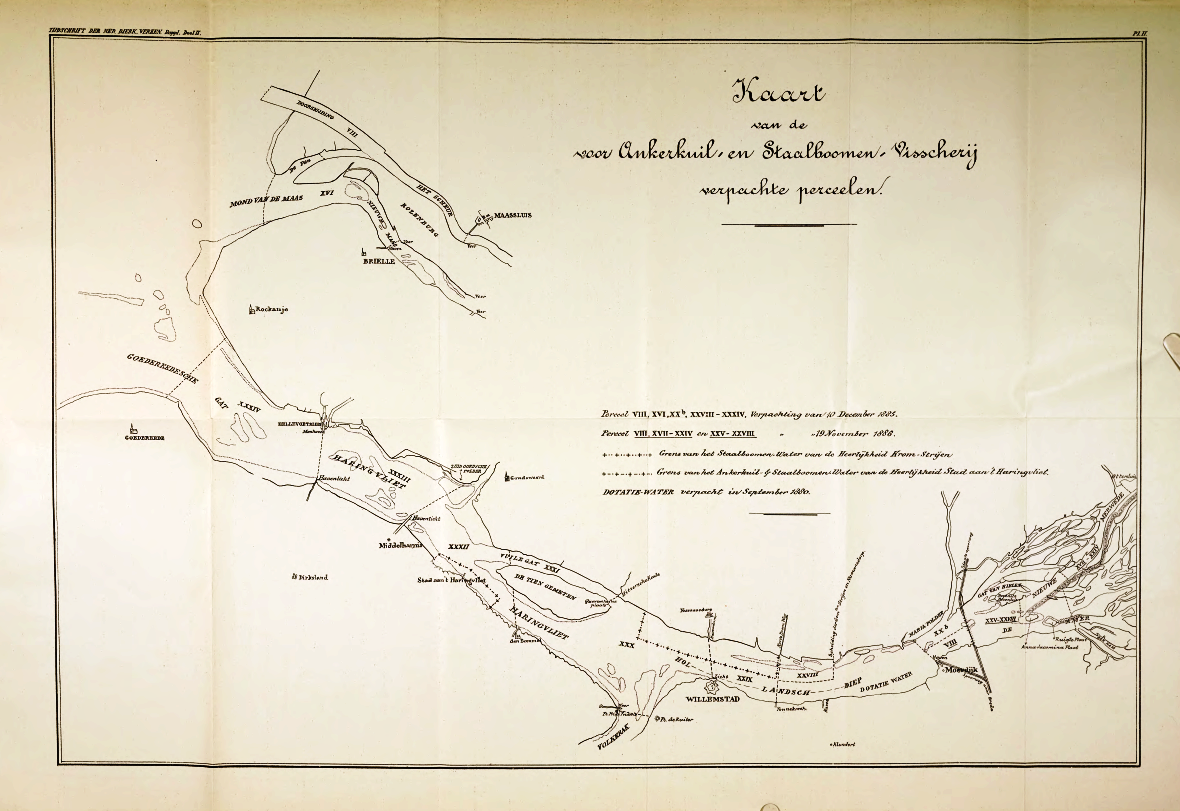
ankerkuil- en staalboompercelen in Hollands Diep, Haringvliet, Goereese Gat

## Watervervuiling
Tot ongeveer 1950 waren er in bijna elk dorp en elke stad aan een rivier wel enkele vissers. Omstreeks die tijd kreeg als gevolg van de toenemende watervervuiling de riviervis een fenolsmaak en was niet meer geschikt voor consumptie. De stuwen en sluizen in rivieren maakte het trekvissen praktisch onmogelijk hun paaiplaatsen te bereiken. Er bleven maar weinig riviervissers over. De waterkwaliteit was omstreeks 1975 wel iets verbeterd, maar de visserij bleef op een laag niveau door diverse overheidsmaatregelen om de visstand te verbeteren o.a. door overbevissing tegen te gaan.
In 1986 kwam er bij het blussen van een brand bij het chemische bedrijf Sandoz in Bazel zwaar vergiftigd bluswater in de Rijn, met als gevolg massale vissterfte over een lengte van honderden kilometers. Als reactie daarop werd het project Zalm 2000 gelanceerd met als doelen verbetering van de waterkwaliteit, herstel van de habitat, verbetering van de migratiemogelijkheden voor vissen en het herintroduceren van de zalm door het uitzetten van jonge zalmpjes. Bij stuwen in de Nederlandse rivieren werden vispassages aangelegd en in Duitsland werden paaigebieden hersteld. Er werden miljoenen jonge zalmpjes uitgezet. Op beperkte schaal kwam de voortplantingscyclus van de zalm weer op gang. Het is in de 21e eeuw een zeldzame vis in de Nederlandse wateren en er mag niet op worden gevist.

## Duurzaam en kleinschalig
De riviervisserij wordt in Nederland nog maar door een paar vissers uitgeoefend. Ze vissen op een duurzame manier en selectief op consumptievis zoals snoekbaars, baars, snoek, brasem en voorn. Verder vissen ze in de winterperiode op pootvis, die elders weer wordt uitgezet en krijgen ze opdrachten om vissen in een bepaald gebied weg te vangen als de waterbeheerder daar werkzaamheden gaat uitvoeren. Daarnaast worden ze door Imares ingeschakeld bij onderzoeksprojecten gericht op het herstel van de visstand.